# Georges Gamard
Pour les articles homonymes, voir Gamard.
Georges Gamard, (30 octobre 1837 à Paris - 23 septembre 1903 à Deux-Évailles), homme politique français, Député de la Mayenne de 1892 à 1898, membre d'honneur de l'Université de Paris.

## Biographie

### Origine
Petit-fils d'un notaire et fils d'un avoué près du tribunal de la Seine.
Il est le neveu d'Alexandre Bourdon du Rocher, député de la Sarthe de 1827 à 1830, maître de forges, et de de Ferdinand Pierre Agathe Bourdon (1773-1805), colonel du 11e régiment de dragons tué lors de la bataille d'Austerlitz le 2 décembre 1805.

### Notaire
A l'exemple de son grand-père, il embrassa la carrière de notaire, succédant à Me Watin, dans l'étude de la Rue de Choiseul. Il exerce comme notaire à Paris de 1864 à 1893, et devient notaire honoraire à son retrait en 1893. 
Lors de la Guerre franco-allemande de 1870, il effectue la campagne militaire dans les bureaux de l'Intendance.

### Homme Politique
Il est en 1881, candidat conservateur, et élu conseiller municipal du quartier Gaillon, où se trouvait son étude de notaire, dans le 2e arrondissement de Paris. Il est réélu en 1884, 1887 et 1890 et membre de la minorité conservatrice. Son successeur M. de Lassus échoue en 1892 aux élections municipales de Paris contre le candidat républicain Félix Blachette.
Monarchiste, il assiste aux obsèques d'Henri d'Artois, comte de Chambord, qui ont lieu le 3 septembre 1883 dans la Cathédrale de Gorizia. Le comte de Chambord n'ayant pas eu d'enfant, les royalistes étaient partagés entre deux possibilités. Gamard se joint sans hésitation à l'option Orléaniste, soutenant Philippe d'Orléans, comte de Paris. Lors de l'exil du comte de Paris et de sa famille, à la suite de la Loi du 22 juin 1886 relative aux membres des familles ayant régné en France, il salue la famille royale au château d'Eu, et est présent lors de leur embarquement au Tréport pour gagner une nouvelle fois l'Angleterre. A la mort du Comte de Paris, il effectue le pélerinage à la résidence anglaise de Stowe House et à à la chapelle Saint-Charles Borromée de Weybridge, et acclamer Philippe d'Orléans prétendant orléaniste au trône de France sous le nom de « Philippe VIII.

### Journalisme
Il a une grande influence dans les journaux parisiens, en particulier La Libre Parole, L'Autorité, et Le Soleil, dont il est membre du Conseil d'Administration.

### La Mayenne
Extrêmement riche, il achète en 1887 la terre de Trancalou à Deux-Evailles. Il construit à Deux-Evailles en 1887 l'actuel château de Trancalou à deux kilomètres à l'est du bourg, qui est pour l'extérieur la reproduction d'un château anglais du comté de Surrey. Il est châtelain de Deux-Evailles à la belle-saison. Inscrit électoralement depuis 1889 à Deux-Evailles, il est membre du conseil général de la Mayenne en 1892, président du Comice agricole de Montsûrs, et membre de la Société des agriculteurs de France.
À la suite du décès en 1892 de Charles Théophile de Plazanet, il est élu député député de la 2e circonscription de l'arrondissement de Laval. Il remporte l'élection contre Charles Lecomte. La campagne s'est déroulée dans une atmosphère délétère, les conservateurs entretenant la rumeur de sa mort, tout en achetant un certain nombre de voix populaires.
Il est décrit en 1893 par le préfet de la Mayenne comme un Orléaniste membre de cette bourgeoisie voltairienne dans les premières années du siècle, devenue avec le temps plus cléricale que le Pape. Il est très bien vu à l'archevêché de Paris, et a pour neveu le cardinal François-Marie-Benjamin Richard.
Il fait partie de la droite royaliste et du groupe agricole. Il sera membre de la commission d'enquête sur l'affaire de Panama.
Il est réélu aux Élections législatives de 1893. En 1896, il effectue un voyage à Vienne pour assister au mariage de Philippe d'Orléans avec Marie-Dorothée de Habsbourg-Lorraine. Resté monachiste instransigeant, et en dehors de l'Esprit nouveau comme par exemple Christian d'Elva, il s'associe aux Intransigeants de gauche et de droite pour refuser la politique du Gouvernement de Jules Méline.
Il perd aux Élections législatives de 1898 contre Louis Heuzey, le candidat républicain. Il perd aussi son siège au Conseil général de la Mayenne pour le canton de Montsûrs aux Élections cantonales de 1898.
Outre le château moderne de Trancalou, Deux-Evailles lui doit la construction de son église et de son école. Il meurt dans son château le 23 décembre 1903, et est inhumé au cimetière du Père-Lachaise à Paris.

### Famille
En 1919, sa veuve, née Rivierre, est une des propriétaires du Courrier du Maine. Mme Gamard a été l'une des principales organisatrices du Comité des Dames Royalistes de la Seine, dont une des présidentes fut Anne de Rochechouart de Mortemart.
Le couple n'a pas d'enfants et reporta son affection sur ses neveux.

### Sources partielles
- « Georges Gamard », dans Adolphe Robert et Gaston Cougny, Dictionnaire des parlementaires français, Edgar Bourloton, 1889-1891 [détail de l’édition]
- Le Soleil, notice nécrologique, article de R. de Fréchencourt, 25 septembre 1903 Voir en ligne